# Kepler-62 b
Kepler-62 b (также известна по обозначению KOI-701.02) — самая внутренняя и вторая по величине обнаруженная экзопланета, вращающаяся вокруг звезды Kepler-62, с диаметром примерно на 30 % больше, чем у Земли. Она была обнаружена с помощью транзитного метода, при котором измеряется эффект затемнения, который вызывает планета, проходя перед своей звездой. Вероятно, она имеет равновесную температуру, немного превышающую температуру поверхности Венеры (около 750 K (477 °C; 890 °F)), достаточно высокую, чтобы расплавить некоторые типы металлов. Её поток излучения в 70 ± 9 раз больше земного.

## Физические характеристики

### Масса, радиус и температура
Kepler-62 b — это суперземля, экзопланета с радиусом и массой больше Земли, но меньше, чем у ледяных гигантов Нептуна и Урана. Она имеет равновесную температуру 750 K (477 °C; 890 °F). Это достаточно горячо, чтобы расплавить некоторые типы металлов. Её радиус составляет 1,3 R🜨, что ставит её ниже предполагаемого радиуса ≤1,6 R🜨, где в противном случае она была бы мининептуном с летучим составом и без твёрдой поверхности. Однако масса в настоящее время неизвестна, оценки устанавливают верхний предел <9 ME, фактическая масса, как ожидается, будет значительно ниже этого.

### Родительская звезда
Планета вращается вокруг оранжевого карлика под названием Kepler-62, вокруг которой вращаются в общей сложности пять планет, из которых Kepler-62 f имеет самый длинный орбитальный период. Звезда имеет массу 0,69 M☉ и радиус 0,64 R☉. Она имеет температуру 4925 K и возраст 7 миллиардов лет. Для сравнения, возраст Солнца составляет 4,6 миллиарда лет, а температура его поверхности составляет 5778 K.
Видимая звёздная величина звезды, или насколько ярко она выглядит с точки зрения Земли, составляет 13,65. Поэтому она слишком тусклая, чтобы её можно было увидеть невооружённым глазом.

### Орбита
Kepler-62 b вращается вокруг своей родительской звезды с периодом обращения 5 суток на расстоянии около 0,05 а. е. Экзопланета получает в 70 раз больше света, чем Земля от Солнца.

## Открытие
В 2009 году космический телескоп НАСА «Кеплер» завершал наблюдение за звёздами на своём фотометре, инструменте, который он использует для обнаружения транзитных событий, при которых планета проходит перед своей звездой и затемняет её на короткий и примерно регулярный период времени. В этом последнем тесте «Кеплер» наблюдал 50000 звезд в базе данных Kepler Input Catalog, включая Kepler-62; предварительные кривые блеска были отправлены научной группе «Кеплера» для анализа, которая выбрала очевидных планетарных компаньонов из группы для последующего наблюдения в обсерваториях. Наблюдения за потенциальными кандидатами в экзопланеты проводились в период с 13 мая 2009 года по 17 марта 2012 года. После наблюдения соответствующих транзитов, которые для Kepler-62 b происходили примерно каждые 5 суток (орбитальный период планеты), в конечном итоге был сделан вывод, что за периодические 5-дневные транзиты отвечает планета. Об открытии планетной системы звезды Kepler-62, а также планетной системы звезды Kepler-69 было объявлено 18 апреля 2013 года.